# Ácido sulfuroso

Estrutura do ácido sulfuroso

O ácido sulfuroso, H2SO3, é um ácido formado através da ligação da água (H2O) e o dióxido de enxofre (SO2). É menos potente que o ácido sulfúrico (H2SO4), entretanto, o seu lançamento no meio ambiente, que ocorre por meio de chuvas ácidas, é altamente prejudicial, representando grande risco para todo ser vivo.